# Walter Braun (Politiker, 1930)

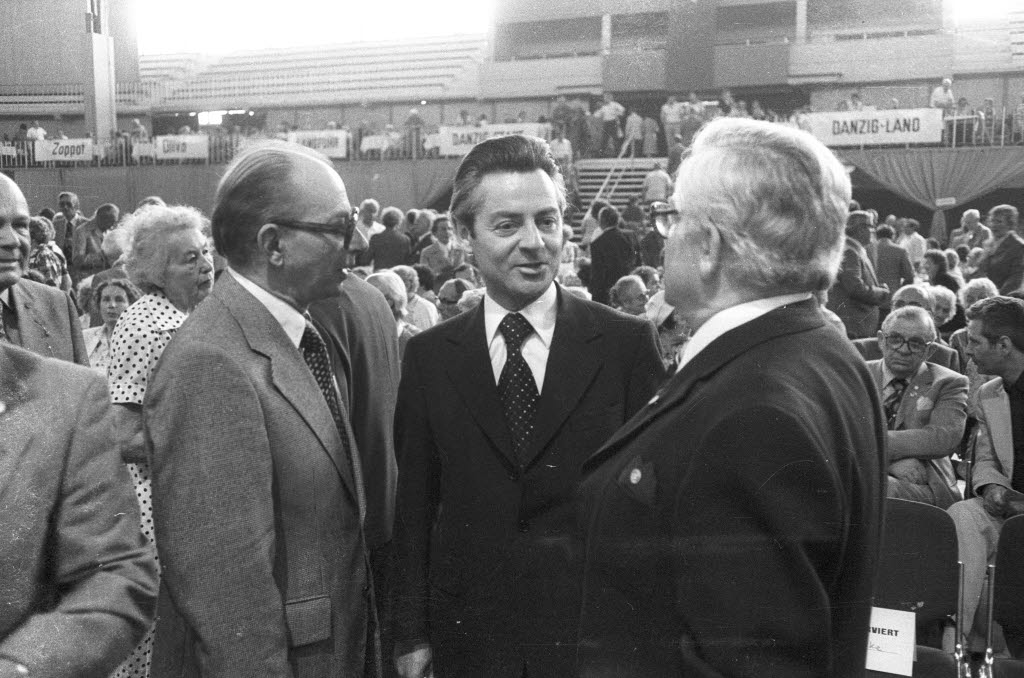
Walter Braun (Bildmitte) auf dem 30. Bundestreffen der Danziger in der Kieler Ostseehalle (1979)

Walter Braun (* 6. August 1930 in Singen am Hohentwiel; † 22. November 2019 in Flintbek) war ein deutscher Politiker (CDU).
Er war von 1969 bis 1979 Kultusminister und von 1979 bis 1983 Sozialminister des Landes Schleswig-Holstein.

## Leben und Beruf
Nach dem Abitur 1951 am Hegau-Gymnasium in Singen (Hohentwiel), für das er mit dem Scheffelpreis ausgezeichnet wurde, absolvierte Braun ein Studium der Betriebswirtschaftslehre an der Wirtschaftshochschule Mannheim, welches er 1955 als Diplom-Kaufmann beendete. Anschließend war er als wissenschaftlicher Assistent an der Wirtschaftshochschule Mannheim tätig. 1958 erfolgte hier auch seine Promotion zum Dr. rer. pol. mit der Arbeit Die Kapazität von Güterkraftverkehrsbetrieben. Nach der Habilitation 1964 übernahm er von 1965 bis 1966 die Vertretung des Lehrstuhls für Betriebswirtschaftslehre an der Christian-Albrechts-Universität Kiel. 1966 wurde er hier zum ordentlichen Professor ernannt.
Walter Braun war verheiratet und hat zwei Kinder. Er war Mitglied der katholischen Studentenverbindung K.St.V. Eckart Mannheim im KV.

## Abgeordneter
Von 1971 bis 1987 war Braun Mitglied des Landtages von Schleswig-Holstein. Er ist stets als direkt gewählter Abgeordneter des Wahlkreises Neumünster-Nord in den Landtag eingezogen.

## Öffentliche Ämter
Am 3. November 1969 wurde Braun als Kultusminister in die von Ministerpräsident Helmut Lemke geführte Landesregierung von Schleswig-Holstein berufen. In diesem Amt gehörte er auch dem seit 1971 von Gerhard Stoltenberg geleiteten Kabinett an.
Nach der Landtagswahl 1979 wurde Braun am 29. Mai 1979 zum Sozialminister ernannt. Dieses Amt behielt er zunächst auch unter dem seit 1982 amtierenden Ministerpräsidenten Uwe Barschel. Nach der Landtagswahl 1983 schied er jedoch am 12. April 1983 aus der Regierung aus.

## Ehrungen
- 1975: Großes Verdienstkreuz der Bundesrepublik Deutschland
- 1978: Großes Verdienstkreuz mit Stern der Bundesrepublik Deutschland[2]